# Krasnotorka
Krasnotorka (en ucraniano: Красноторка; en ruso: Красноторка) es un asentamiento de tipo urbano ucraniano perteneciente al óblast de Donetsk. Situado en el este del país, forma parte del raión de Kramatorsk y del municipio (hromada) de Krasnotorka.

## Toponimia
El nombre del asentamiento se dice que proviene directamente del río Krasni Torets.

## Geografía
El asentamiento de Krasnotorka está ubicado a orillas del río Krasnii Torez, a unos 5 km al sur de Kramatorsk y 82 kilómetros al noroeste de Donetsk.

## Historia
El pueblo de Krasnotorka surgió a finales del siglo XVIII por el segundo mayor Stepan Taranov. Administrativamente, el pueblo estaba incluido en el uyezd de Izium de la provincia de Ucrania Libre.
En 1927 se inauguró una estación de tren en el pueblo (Pcholkino) y el 15 de noviembre de 1938 recibió el estatus de asentamiento de tipo urbano.
Hasta 1975, el consejo del pueblo estaba subordinado al pueblo de Starorayskoye, que ahora forma parte de la ciudad de Druzhkivka.

## Demografía
La evolución de la población de Krasnotorka entre 1897 y 2022 fue la siguiente:
| 558                                                           | 5514 | 7375 | 3505 | 3259 | 2825 | 3179 | 2995 | 2958 | 2898 | 2915 |
| (Fuente: Cities & Towns of Ukraine y UKRAINE: Größere Städte) |      |      |      |      |      |      |      |      |      |      |

Según el censo de 2001, la lengua materna de la mayoría de los habitantes, el 54,70%, es el ucraniano; del 44,74% es el ruso.

## Infraestructura

### Transporte
El trayecto hacia Kramatorsk se realiza principalmente por la autopista H20.